# Gee

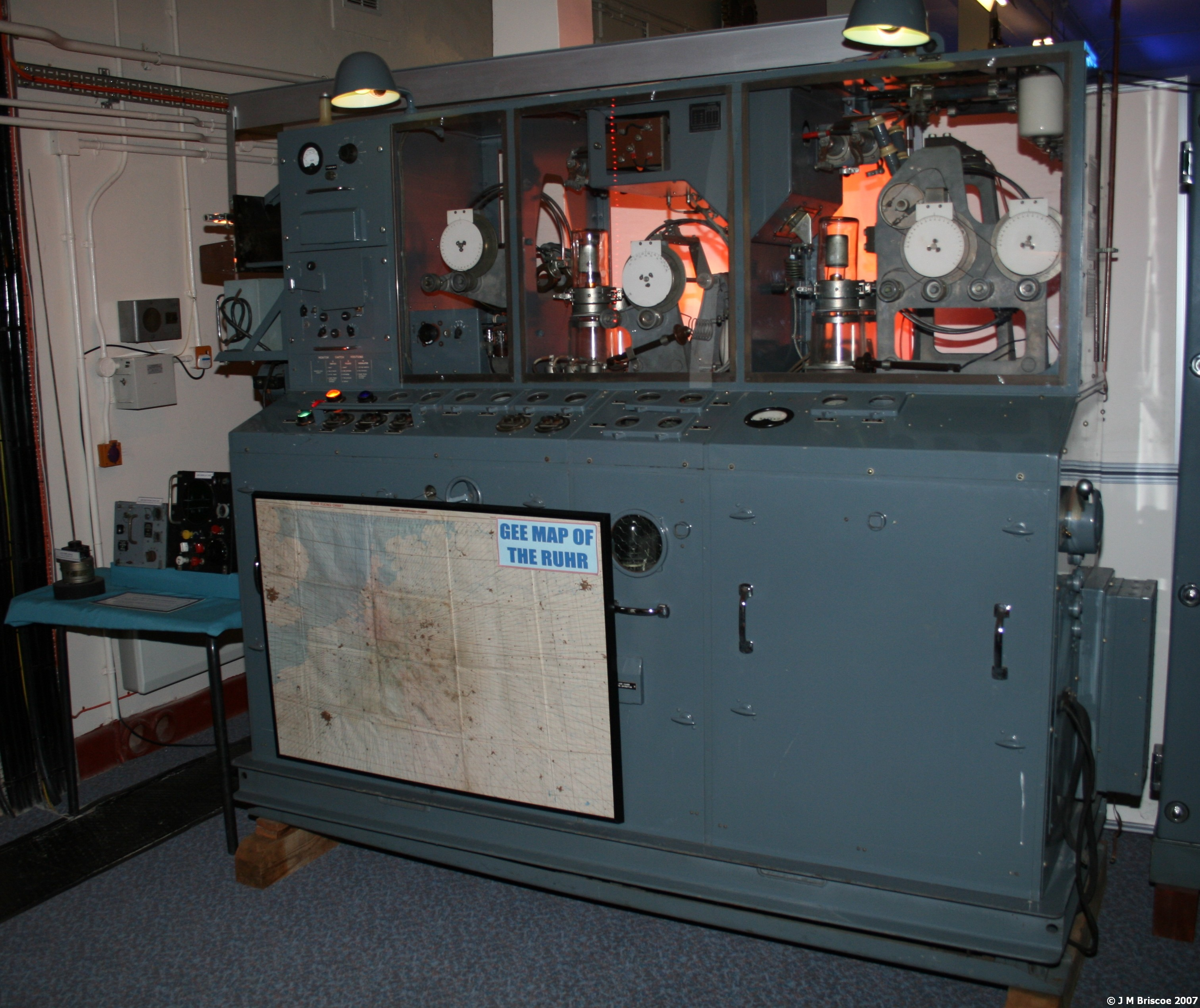
Nadajnik Gee

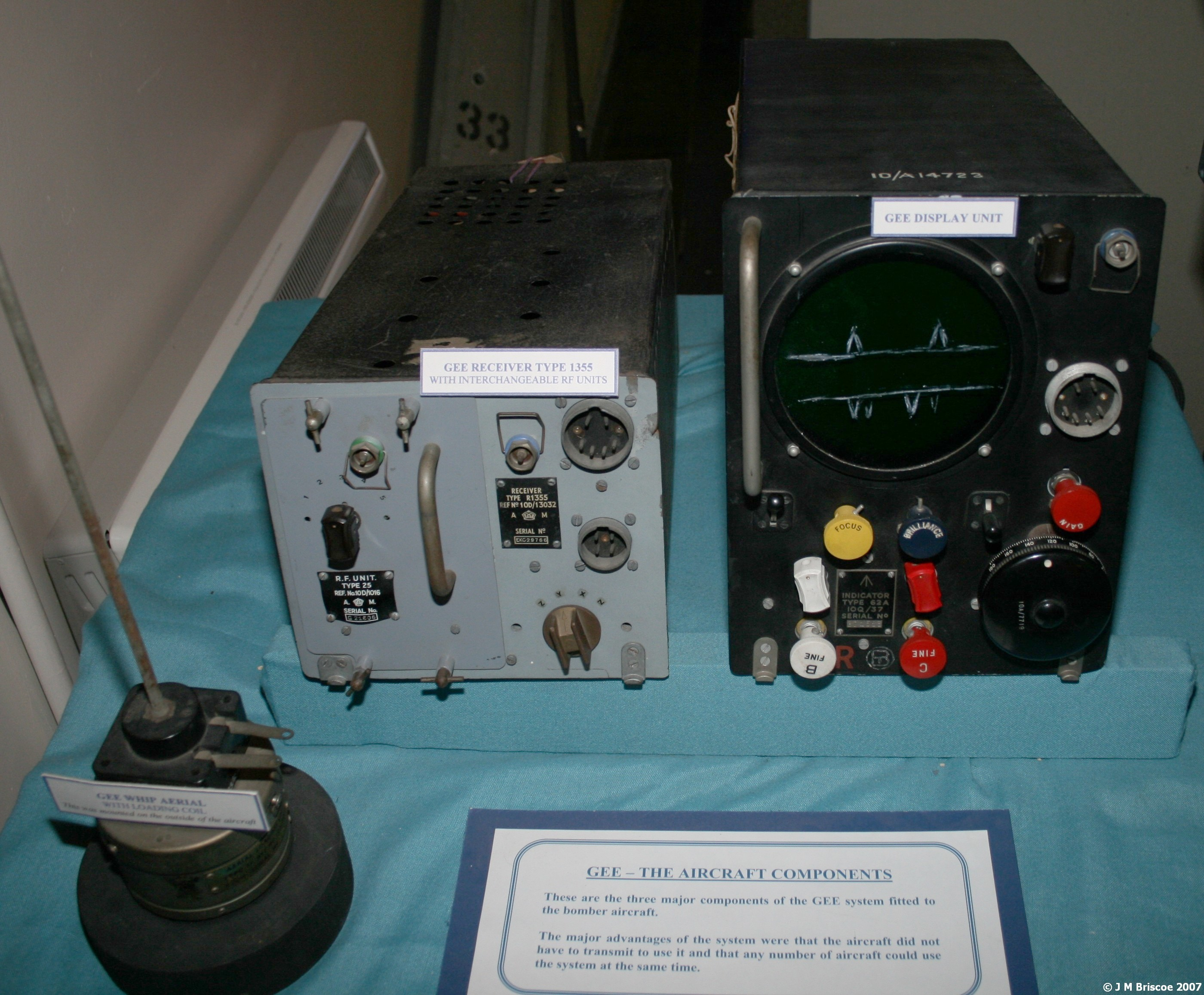
Wyposażenie pokładowe systemu Gee

Gee (lub AMES Type 7000) był brytyjskim hiperbolicznym systemem radionawigacyjnym wykorzystywanym przez Royal Air Force podczas II wojny światowej. Nazwa pochodzi od pierwszej litery ang. słowa grid – siatka. 
Gee został zaprojektowany w celu polepszenia dokładności nawigacji lotniczej i zwiększenia dzięki temu skuteczności nalotów bombowych samolotów Avro Lancaster i innych.
System składał się z jednej głównej i do trzech jej podległych radiolatarni naziemnych, odległych od siebie około 150 km. Stacja główna emitowała sygnał o czasie trwania 6 mikrosekundy, który synchronizował nadawanie stacji podległych.
Nadajniki systemu Gee miały moc 300 kW i działały w zakresie częstotliwości do 85 MHz (początkowo 30 MHz), co umożliwiało uzyskanie zasięgu ok. 250 km przy powierzchni ziemi i 600–700 km dla samolotów na dużych wysokościach. 
Po zakończeniu wojny system Gee był nadal wykorzystywany, aż do ok. 1970 roku. Technologia Gee została rozwinięta przez Amerykanów w system radionawigacyjny LORAN.